# Mars (planet)
 For alternative betydninger, se Mars. (Se også artikler, som begynder med Mars)
Mars er den fjerde planet i Solsystemet talt fra Solen, og naboplanet til vores egen planet Jorden. Som Jorden har Mars en atmosfære, om end denne er ganske tynd og næsten udelukkende består af kuldioxid. Mars kaldes også "den røde planet" på grund af sin karakteristiske farve.
Mars og Jorden roterer næsten lige hurtigt, så på Mars oplever man et "mars-døgn" (soldøgn eller kun "sol"), der er godt 39 ½ minutter længere end et jorddøgn. Mars-året; den tid det tager planeten at fuldføre et kredsløb om Solen, tager 686,9601 jorddøgn, eller 1 år og ca. 10½ måned. Fordi Mars' omdrejningsakse ligesom Jordens hælder mod planetens baneplan, har Mars også skiftende årstider; det kan man se fra Jorden ved, at planetens to synlige polarkalotter vokser og aftager i udbredelse, når det er henholdsvis vinter og sommer på de respektive halvkugler. Med omtrent 26 måneders mellemrum overhaler Jorden Mars indenom, så de to planeter står på linje i forhold til Solen. I august 2003 var Mars nærmere Jorden, end den havde været de seneste 60.000 år. Afstanden var da mindre end 56 millioner km. I juli 2018 var Mars igen ret nær Jorden (afstand 57 millioner km). Til sammenligning var de to planeter i 2016 omtrent så langt fra hinanden, som de kan være, med en afstand på 75 millioner km.
Man har tidligere forestillet sig Mars som hjemstedet for højerestående civilisationer af "marsboere" eller "små grønne marsmænd", men i dag er det ikke bevist, at Mars har nogen som helst livsformer. Dog har man nu sikre tegn på at der er vand på Mars, da NASA har konstateret, at der flyder saltvand ned ad skråninger, og meget tyder på, at Mars engang i en fjern fortid har været omtrent lige så fugtig, som Jorden er det i dag, og sikkert med en anden atmosfæresammensætning end i dag — og i så fald er det tænkeligt, at der både dengang har været livsformer, og også at der er livsformer på Mars nu.

## Marsoverfladen
Mens den nordlige halvkugle af Mars er domineret af lave sletter, der er udjævnet af lavastrømme, består den sydlige halvkugle for det meste af højland, arret af store kratere fra meteornedslag. De to terræntyper ser forskellige ud når man observerer dem fra Jorden, så tidligere mente man at de lysere, lave sletter var "kontinenter" mellem det mørkere højland, som man mente var "have".
Mars har udslukte vulkaner og supervulkaner, hvoraf den største, Olympus Mons med 26,4 kilometer, har rekorden som Solsystemets højeste bjerg. Den ligger i et enormt højlandsområde kaldet Tharsis, sammen med flere andre store og ligeledes udslukte vulkaner. Mars byder også på Solsystemets største bjergkløft, Valles Marineris, som er 4.000 kilometer lang og 7 kilometer dyb: Den er opkaldt efter den ubemandede rumsonde Mariner 9 som "opdagede" den.
Svarende til betegnelserne geografi og geologi for studiet og beskrivelsen af Jorden, taler man om Mars' areografi og areologi (dannet af Ares, den græske pendant til romernes krigsgud Mars).

## Atmosfære
Mars har en ganske tynd atmosfære; trykket, eller "barometerstanden", på marsoverfladen varierer mellem 0,7 og 0,9 kilopascal, sammenlignet med det gennemsnitlige tryk på 101 kilopascal ved Jordens overflade. Det meste, 95%, af marsatmosfæren består af carbondioxid, og modsat Jordens atmosfære beskytter den marsianske atmosfære ikke planetens overflade mod solens ultraviolette lys.
På grund af den større afstand til Solen er solstrålingen ved Mars kun ca. 43% af hvad den er i Jordens afstand, og dertil er den tynde marsatmosfære en dårlig varmeisolator: Temperaturerne på Mars er derfor lave; i gennemsnit −60 grader Celsius, med udsving mellem −140 og +25 grader.
Det meste af det vand der findes på Mars er bundet i planetens to polarkalotter, hvor det findes som "rim", blandet op med frossen kuldioxid eller tøris. Den smule der findes som vanddamp i atmosfæren, danner indimellem store højtliggende cirrusskyer.
Fra tid til anden bryder kæmpemæssige støv- eller sandstorme løs på Mars. De kan ses fra Jorden når planetskivens overfladetræk udviskes helt eller delvis.

## Marsianskemåner
Mars har to måner: Phobos og Deimos – navnene er græsk for "skræk" og "rædsel" – som begge blev opdaget i 1877 af Asaph Hall. De er ganske små, kartoffelformede stenblokke; afhængig af hvilken led de måles på, er Phobos' udstrækning mellem 19 og 27 kilometer, mens Deimos måler 10 til 16 kilometer. De er muligvis småplaneter, som er blevet indfanget af Mars' tyngdefelt.
På grund af tidevandskræfter har begge måner bunden rotation, og vender derfor altid den samme side mod Mars. Phobos' bane er så lav, at den fuldfører et omløb hurtigere end Mars roterer om sig selv: Set fra Mars står Phobos op i vest og går ned i øst. Deimos står i lighed med Jordens måne op i øst og går ned i vest. Phobos spiralerer ind mod Mars og vil med tiden kollidere med Mars.

## Liv på Mars?
I 1880'erne mente Percival Lowell at have observeret nogle "linjer" eller vandkanaler på kryds og tværs hen over Mars' overfladen. Siden hen har man fundet ud af at det han så var en fejl i hans øjne der efterlod et mønster i hans synsfelt hvilket tydeligt har kunnet ses hen over Mars når han har kigget gennem teleskopet, han så også kanaler på Venus. Formodningerne om højerestående liv på Mars satte sine spor i tidens science fiction, f.eks. H.G. Wells' Klodernes kamp fra 1898.
Efterhånden som teleskoperne blev bedre, stod det klart at der hverken var kanal-anlæg eller andre spor af civilisationer at se på Mars, og man opdagede hvor ugæstfri forholdene på Mars ville være overfor jordiske livsformer. Lige inden de første rumsonder landede på marsoverfladen gjorde man sig allerhøjest forhåbninger om simple planter, alger og lignende — langt fra den højtstående, kanal-byggende civilisation man forestillede sig i slutningen af det 19. århundrede.
Måleresultaterne fra sonderne på Mars' overfladen kunne ikke entydigt be- eller afkræfte teorien om bakterielt liv på Mars, men til gengæld har man opdaget en række ting ved Mars der tyder på at der engang i en fjern fortid har været rigeligt med vand: Det sandsynliggør, at der engang har været et måske endda frodigt liv på Mars, men noget endegyldigt bevis for dette har man endnu ikke fundet.
I 1996 offentliggjorde forskere fra NASA, at de mente at have fundet spor af mikroskopiske fossiler efter bakterier i meteoritten Allan Hills 84001, der antages at komme fra Mars. Det anses dog for værende usikkert, om de konstaterede spor stammer fra liv på planeten, eller om sporerne er afsat af andre årsager.
NASA oplyste den 16. december 2014, at Curiosity rover havde foretaget den første sikre opdagelse af organisk materiale på Mars i forbindelse med analyse af gasser fra boreprøver på planeten. Forekomsten af organiske molekyler er dog ikke bevis for eksistensen af tidligere liv på Mars, da det organiske materiale kan være opstået på mange andre måder end gennem liv.

## Vand på Mars
Den 31. juli 2008 meddelte NASA at laboratoriet om bord på Phoenix Mars Lander havde bekræftet fund af is(solidt vand) i en prøve af frossen jord hentet op fra en dybde på omkring 5 cm. Der har tidligere være indikationer på forekomster af is i dybtliggende kratere og planetens polare områder, men det er første gang en sonde eksperimentelt har konstateret forekomster af vand på Mars. Phoenix var landet i regionen Vastitas Borealis i nærheden af Heimdallkrateret på Mars' nordlige halvkugle (68° N, 233° Ø) i et område, som uformelt kaldes Green Valley. Fundet fik NASA til at forlænge rumfartøjets operationsperiode.
Den 25. juli 2018 blev en artikel udgivet i Science, hvori Roberto Orosei og hans kolleger beskrev hvordan de havde analyseret radiodata fra MARSIS instrumentet ombord på Mars Express sonden i kredsløb om Mars. Her fandt de nogle radio signaturer der stemte overens med de radio signaturer man får med underjordiske søer fundet på jorden under isen på Antarktis og Grønland. Denne sø ligger 1,5 kilometer under jorden på sydpolen i et område kaldet Planum Australe og er omkring 20 kilometer i diameter.
Det er generelt antaget, at der tidligere har været flydende vand i store mængder på Mars' overflade. På grundlag af målinger at indholdet af deuterium i Mars' atmosfære har forskere konkluderet, at Mars for 4,5 milliard år siden havde vand i så store mængder, at omkring 20% af planeten var dækket af et ocean.

## Rummissioner til Mars
Jorden og Mars kan kaldes hinandens "nabo-planeter" i og med de to planeter er hhv. den tredje og fjerde planet i Solsystemet talt fra Solen. Og kulde, sandstorme og vandmangel til trods, er klimaet på Mars meget mere tåleligt for mennesker og maskiner end Jordens "nabo til den anden side"; Venus.

### Ubemandede rumflyvninger til Mars
De første ubemandede ekspeditioner til Mars blev gennemført i 1960'erne med sonder der enten fløj forbi eller gik i kredsløb om Mars, og derfra optog nærbilleder og foretog andre observationer fra "nært" hold. I 1970'erne landsatte man de første fartøjer direkte på overfladen, hvoraf det daværende Sovjetunionen var først med et menneskeskabt instrument på marsoverfladen. Siden 1990'erne er en række fartøjer fra USA og ét fra den europæiske rumfartsorganisation ESA blevet landsat på Mars.
Følgende rumfartøjer er indtil nu, med større eller mindre held, sendt af sted til Mars:
- Mariner 3, 4 og 6-9 (USA)
- Mars-programmet (Sovjetunionen)
- Spirit og Opportunity (USA)
- Mars Express (ESA)
- Mars Global Surveyor (USA)
- Mars Observer (USA)
- Mars Odyssey (USA)
- Mars Pathfinder (USA)
- Fobos-programmet (Sovjetunionen)
- Viking-programmet (USA)
- Zond 2 & 3 (Sovjetunionen)
- Phoenix Mars lander (USA) – 2008
- Mars Reconnaissance Orbiter (USA)
- MAVEN (USA)MAVEN
- Curiosity (USA)
- InSight (USA)

Den 4. juli 1997 landede Mars Pathfinder i Ares Vallis. Med sig havde den en lille sekshjulet robot, ved navn Sojourner (opkaldt efter menneskerettighedsforkæmperen Sojourner Truth). Den blev sendt af sted for at udforske klippeblokkene i nærheden af landeren. Selve landeren var udstyret med bl.a. vindmåler, termometer og videofarvekameraer. Billederne fra kameraerne var de første billeder fra marsoverfladen der løbende blev lagt ud på forskellige hjemmesider.
Man mistede kontakten med Mars Pathfinder/Sojourner nogle måneder efter, nemlig den 27. september 1997. Det var på grund af de lave temperaturer på Mars at man mistede kontakten med dem, men de havde holdt længere end forventet. Så alt i alt var det en meget vellykket mission, og man fandt ud af en hel masse nyt om Mars.

### Aktive marsmissioner
- — 2001 Mars Odyssey (efter Arthur C. Clarkes roman:2001: A Space Odyssey), gik i kredsløb d. 24. oktober 2001.
- — Mars Express, gik i kredsløb d. 25. december 2003.
- — Opportunity (MER-B), geologrobot, landede d. 25. januar 2004 på Meridiani Planum.
- — Mars Reconnaissance Orbiter (MRO), gik i kredsløb d. 10. marts 2006.
- — Curiosity, landede d. 6. august 2012 i Gale-krateret.
- — MAVENMAVEN, gik i kredsløb d. 22. september 2014.
- — Mangalyaan, gik i kredsløb d. 24. september 2014.
- / — ExoMars Trace Gas Orbiter gik i kredsløb i oktober 2016.

### Bemandede rumflyvninger til Mars
Menneskelige astronauter er meget mere fleksible end de robotter og fjernstyrede apparater vi allerede har sendt til Mars, hvilket efter nogens mening retfærdiggør de større tekniske vanskeligheder der ligger i at holde en besætning i live og i god form under en 2-3 år lang rumflyvning. USA's daværende præsident George W. Bush talte d. 14. januar 2004 om mulighederne for en bemandet færd til Mars, og ESA har en langsigtet vision om samme mål, betegnet Aurora-programmet. Robert Zubrin fra Mars Society taler varmt for en "rejseplan" der omtales som Mars Direct: Denne plan betragtes af mange som den mest praktiske og økonomisk overkommelige fremgangsmåde for en bemandet Mars-færd.
På meget langt sigt, århundreder ude i fremtiden, mener en del videnskabsfolk at Mars kunne blive en koloni beboet af mennesker, eller måske endda ændres ved terraforming til et miljø som mennesker kan leve i direkte, uden brug af rumdragter og hermetisk lukkede boliger med egen atmosfære. Andre videnskabsfolk advarer imod ideen med at terraforme Mars, fordi vi derved afskærer os fra nogensinde at finde evt. oprindelige Mars-livsformer i mylderet af det liv vi i så fald medbringer fra Jorden.

## Antikke civilisationers navne for planeten Mars
Alle planeter har fået navn efter guder i romersk mytologi, og Mars’ røde farve knyttede den til blodsudgydelse og krigsguder som romernes Mars.
- Sumererne – Gugalanna.
- Babylonien – Nergal.
- Fønikerne – Reshef.
- Perserne – Bahram.
- Græske bystater – Ares.
- Romerriget – Mars.
- Nordboerne – Blóðstjarna (usikkert[12])